# Graß (Einheit)
Graß war eine deutsche Flächeneinheit und als Feldmaß in Jever der kleine Morgen. Der große Morgen mit 5181 Quadratmeter wurde Matt genannt. Das Verhältnis war 200 : 300  Jeversche Quadratruten.
- 1 Graß = 200 Quadratruten (jever.) = 3454 Quadratmeter